# Festival de la Cançó d'Eurovisió Júnior 2005
El Festival de la Cançó d'Eurovisió Júnior 2005 va ser la tercera edició de la versió infantil d'Eurovisió, celebrat al Ethias Arena de la ciutat de Hasselt, Bèlgica el 26 de novembre de 2005, amb la participació de 16 països. Els presentadors van ser Marceel i Maureen. La vencedora fou Belarús amb la cançó My vmeste de Ksenia Sitnik.

## Participants
| País                | Artista(s)                            | Cançó                       | Posició | Punts |
| ------------------- | ------------------------------------- | --------------------------- | ------- | ----- |
| Belarús             | Ksenia Sitnik                         | My vmeste                   | 1       | 161   |
| Espanya             | Antonio José                          | Te traigo flores            | 2       | 158   |
| Noruega             | Malin Reitan                          | Sommer og skolefri          | 3       | 135   |
| Dinamarca           | Nikolai Kielstrup                     | Shake, shake, shake         | 4       | 133   |
| Romania             | Alina Eremia                          | Ţurai!                      | 5       | 101   |
| Grècia              | Alexandros Choundas i Kalli Georgelli | Tora einai i seira mas      | 6       | 100   |
| Països Baixos       | Tess Gaerthé                          | Stupid                      | 7       | 94    |
| A.R.I. de Macedònia | Denis Dimovski                        | Rodendenski Baknez          | 8       | 80    |
| Rússia              | Vladislav Krutskikh                   | Doroga k solnstu            | 9       | 78    |
| Bèlgica             | Lindsay                               | Mes Rêves                   | 10      | 75    |
| Letònia             | Kids4Rock                             | Es esmu maza, jauka meitene | 11      | 62    |
| Croàcia             | Lorena Jelusić                        | Rock baby                   | 12      | 48    |
| Sèrbia i Montenegro | Filip Vučić                           | Ljubav Pa Fudbal            | 13      | 41    |
| Regne Unit          | Joni Fuller                           | How does it feel?           | 14      | 40    |
| Suècia              | M+                                    | Gränslös Kärlek             | 15      | 34    |
| Malta               | Thea and friends                      | Make it right               | 16      | 30    |
| Xipre*              | Rena Kiriakidi                        | Tsirko                      | Ret.    | Ret.  |

- Xipre es va retirar per problemes amb la cançó, encara que va votar.

## Taula de puntuacions
| Participants                                                                          | Participants | Votants | Votants | Votants | Votants   | Votants | Votants | Votants | Votants | Votants | Votants | Votants       | Votants             | Votants | Votants | Votants | Votants | Votants | Votants |
| Participants                                                                          | Participants | Total   | CYP     | GRE     | Dinamarca | CRO     | ROM     | UK      | SWE     | RUS     | MKD     | Països Baixos | Sèrbia i Montenegro | LAT     | BEL     | MLT     | Noruega | ESP     | Belarús |
|                                                                                       | Grècia       | 88      | 12      |         | 7         | 12      | 6       | 6       | 5       | 7       | 3       | 6             | 4                   |         | 6       |         |         | 2       |         |
| Dinamarca                                                                             | 121          | 6       | 7       |         | 8         | 3       | 1       | 10      | 6       | 12      | 7       | 5             | 6                   | 8       | 7       | 12      | 7       | 4       |         |
| Croàcia                                                                               | 36           |         |         | 2       |           |         |         | 3       |         | 8       | 2       | 6             |                     |         |         | 3       |         |         |         |
| Romania                                                                               | 89           | 10      | 10      |         | 2         |         | 3       | 4       | 3       | 4       | 5       | 7             | 3                   | 4       |         | 7       | 12      | 3       |         |
| Regne Unit                                                                            | 28           |         |         | 3       |           |         |         |         | 1       |         | 1       |               | 2                   | 2       | 5       |         |         | 2       |         |
| Suècia                                                                                | 22           |         |         | 8       |           |         |         |         |         |         |         |               |                     |         |         | 2       |         |         |         |
| Rússia                                                                                | 66           | 3       | 5       | 1       |           | 4       | 2       |         |         | 1       |         | 1             | 10                  | 3       | 1       | 5       | 6       | 12      |         |
| Macedònia                                                                             | 68           |         |         |         | 4         | 8       | 4       | 1       | 10      |         | 3       | 10            | 4                   | 1       | 2       |         | 1       | 8       |         |
| Països Baixos                                                                         | 82           | 2       | 4       | 10      |           | 2       | 7       | 7       | 4       |         |         |               | 1                   | 12      | 8       | 4       | 4       | 5       |         |
| Sèrbia i Montenegro                                                                   | 29           | 1       |         |         | 6         |         |         |         |         | 10      |         |               |                     |         |         |         |         |         |         |
| Letònia                                                                               | 50           |         | 3       |         | 5         | 1       | 5       | 2       | 5       | 2       |         | 2             |                     |         | 3       | 1       | 3       | 6       |         |
| Bèlgica                                                                               | 63           | 4       | 2       |         | 1         | 7       |         |         |         |         | 12      |               | 7                   |         | 4       | 8       | 5       | 1       |         |
| Malta                                                                                 | 18           |         | 1       | 5       |           |         |         |         |         |         |         |               |                     |         |         |         |         |         |         |
| Noruega                                                                               | 123          | 5       | 6       | 12      | 3         | 5       | 8       | 12      | 2       | 5       | 10      | 3             | 8                   | 7       | 10      |         | 8       | 7       |         |
| Espanya                                                                               | 146          | 8       | 12      | 4       | 7         | 12      | 12      | 8       | 8       | 6       | 8       | 12            | 5                   | 10      | 6       | 6       |         | 10      |         |
| Belarús                                                                               | 149          | 7       | 8       | 6       | 10        | 10      | 10      | 6       | 12      | 7       | 4       | 8             | 12                  | 5       | 12      | 10      | 10      |         |         |
| Xipre es va retirar per problemes amb la seva cançó, però se li va permetre votar.    |              |         |         |         |           |         |         |         |         |         |         |               |                     |         |         |         |         |         |         |
| Tots els països van rebre 12 punts a l'inici de les votacions. (APAREIXEN A LA TAULA) |              |         |         |         |           |         |         |         |         |         |         |               |                     |         |         |         |         |         |         |

## Màximes puntuacions
Els països que van rebre 12 punts (màxima puntuació) van ser:
| N. | A             | De                                               |
| -- | ------------- | ------------------------------------------------ |
| 4  | Espanya       | Grècia, Romania, Regne Unit, Sèrbia i Montenegro |
| 3  | Belarús       | Rússia, Malta, Letònia                           |
| 2  | Noruega       | Dinamarca, Suècia                                |
| 2  | Grècia        | Croàcia, Xipre                                   |
| 2  | Dinamarca     | Noruega, Macedònia                               |
| 1  | Romania       | Espanya                                          |
| 1  | Rússia        | Belarús                                          |
| 1  | Països Baixos | Bèlgica                                          |
| 1  | Bèlgica       | Països Baixos                                    |

## Curiositats
- Lorena Jelusić; és la germana de Dino Jelusić, el guanyador del Festival de la Cançó d'Eurovisió Júnior 2003.
- Tess viu a Bèlgica però pot competir pels Països Baixos atès que té nacionalitat holandesa.
- Grècia va inaugurar el Festival, i Suècia va quedar en quinzè lloc, ambdós per tercera vegada consecutiva.
- La cançó xipriota va haver de ser retirada per acusacions de plagi. No obstant això es va permetre que Xipre emetés els seus vots.

## Mapa dels països participants

Països participants el 2005
Països participants en el passat però no el 2005

## Debuts
- Rússia
- Sèrbia i Montenegro

## Retirades
- Xipre: Per problemes amb la cançó, acusada de plagi.
- França
- Polònia
- Suïssa